# Pazo de San Lourenzo de Trasouto
El Monestir de Sant Llorenç de Trasouto, denominat en l'actualitat Pazo de Sant Llorenç, és un complex d'edificis d'origen monàstic que es troba a Santiago de Compostel·la, en concret a la zona extramurs, fora del recinte emmurallat de la ciutat. Malgrat que les primeres edificacions daten de 1216, sofrirà al llarg de la història una sèrie de modificacions, tant al segle xv com a principis del xvi, moments en els quals es realitzen ampliacions com la de la sagristia.
Va acabar transformant-se en un edifici d'ús privat passant a denominar-se pazo, a partir de la desamortització de Juan Álvarez Mendizábal, ja al segle xix.
El 1979 va ser declarat monument nacional.

## Història
Sent bisbe de Zamora Martín Arias, al voltant de l'any 1200, i veient arribar l'hora del seu retir, va decidir buscar un lloc tranquil a Galícia, la seva terra natal. És així com decideix la construcció d'uns primers edificis al voltant de 1216, a la zona extramurs de Santiago de Compostel·la, entre els quals destacava l'església de Sant Llorenç de Trasouto Tot això va succeir abans de 1216, l'any en què es data una carta de confirmació del rei Alfons IX relativa a la qual ja és, llavors, església de Sant Llorenç de Trasouto.
D'aquesta manera es va fundar un ermitori, que amb el temps es transformaria en monestir, es posseeix documentació de la Butlla de Fundació, que va ser atorgada pel rei Alfons IX. Segles més tard, per a uns autors durant finals del segle xiv, i per a uns altres ja en el xv, la incapacitat de mantenir econòmicament l'ermitori, va fer que passés a ser propietat i patronat del capítol catedralici de Santiago de Compostel·la, que va cedir l'usdefruit del monestir als franciscans. Hi ha autors que consideren que en aquesta època la propietat era ja dels comtes d'Altamira.
Aviat, en existir un cert grau de parentiu entre un d'aquests franciscans i els comtes d'Altamira d'aquell moment, es va constituir un patronat, que va cedir les terres i va transformar a la seva costa l'ermitori en monestir, donant-lo en usdefruit als monjos. És d'aquesta manera que els comtes d'Altamira es converteixen en benefactors, ajudant-los econòmicament.
L'entrada dels frares va fer necessària una sèrie de modificacions arquitectòniques, i d'aquesta manera s'inicia a partir de 1392 una sèrie d'ampliacions, restauracions i reformes, que es van estendre fins al segle xv. La importància del monestir és tal que en 1520 l'emperador Carles I d'Espanya i V del Sacre Imperi Romanogermànic es va retirar en ell per passar la Setmana Santa.
Al segle xviii es realitza l'ampliació del convent, afegint noves cel·les, és en aquest moment quan s'inicia el mecenatge de l'arquebisbe Monroy, que va permetre la construcció de la capella major, la sagristia (en la capçalera de l'església) i l'allargament del creuer que s'enllaça a la planta original.
Amb la desamortització de Mendizábal, l'edifici és confiscat per l'Estat. S'inicia llavors una disputa per la propietat en reconèixer la Justícia la propietat al comte d'Altamira. En desamortitzar el monestir, els franciscans han d'abandonar-lo, i l'Estat se'n fa càrrec. És llavors quan Vicente Pío Osorio de Moscoso, marquès d'Astorga i comte d'Altamira, s'enfronta a la decisió de l'administració i al·lega que el monestir es va donar perquè habitessin en ell els franciscans, per la qual cosa si els franciscans no hi habitaven, la propietat havia de tornar als seus legítims amos i no passar a l'Estat. El plet dura diversos anys i, després de la defunció de Vicente Pío, Eulalia Osorio de Moscoso, la seva filla i hereva (duquessa de Medina de las Torres), es fa càrrec de Sant Llorenç en la testamentaria, oferint-lo de nou als franciscans, els quals, havent trobat un altre monestir on residir, decideixen declinar l'oferiment. D'aquesta manera, la duquessa de Medina de las Torres el restaurarà i adaptarà adequant-lo a l'estètica d'un pazo gallec.
Actualment el Pazo és explotat com a complex hoteler, oferint una gran varietat de serveis (còctels, presentacions de productes, conferències, desfilades de moda, dinars, sopars, reunions, concerts, rodes de premsa, rodatges de pel·lícules…), en els quals s'inclou la possibilitat d'ús per a celebracions privades de l'església, el claustre (amb el seu laberint de boix) o els jardins privats.

## Descripció
El complex que constitueix actualment el Pazo de Sant Llorenç, està envoltat per un bosc i uns esplèndids jardins totalment envoltats d'una muralla abastant una superfície que supera amb escreix els 40.000 m².
L'edifici està concebut entorn de l'antic claustre que se situava al costat sud l'església, utilitzant-se la resta dels laterals per situar les dependències annexes de caràcter més domèstic. L'existència d'un desnivell entre l'edifici principal i la resta de les dependències va fer que construís una planta per sota del nivell d'accés que està envoltada de finca i jardins. Només té façana al carrer un dels laterals de l'església, així com l'accés al complex monàstic, i els edificis religiosos i laics estan tan units que no es veu la separació entre ells.
L'església presenta planta de creu llatina amb nau única de quatre crugies, i un curt creuer, presentant com és habitual a les esglésies preromàniques o del romànic més primerenc una capçalera quadrangular. Tots aquests espais es presenten coberts amb volta de canó reforçada amb arcs torals, la qual cosa dona lloc a voltes d'aresta entre els diferents trams d'arcs torals.
En la capçalera se situa el presbiteri, que estava adornat per un retaule que va ser donat per Eulalia Osorio de Moscoso a l'església d'un poble sevillà. En contraprestació va portar, de Sevilla, el retaule que pot contemplar-se com a altar major. Es tracta d'un retaule renaixentista italià, datat del segle xvi, realitzat en marbre de Carrara, els autors del qual es considera que van ser els germans Apriles, segons el que va escriure el marquès de Lozoya en el llibre titulat «L'escultura de Carrara a Espanya».
El retaule havia estat amb anterioritat en el convent franciscà de Sevilla que estava sota el patronat de la família, i que en realitzar-se una reordenació urbanística, es va decidir demolir per realitzar l'actual plaça de San Francisco. L'altar es va traslladar juntament amb dues sepultures amb les estàtues orants de Francisco de Zúñiga i Guzmán i qui va ser la seva esposa, Leonor Manrique de Castro, que van ser els primers marquesos d'Ayamonte, que formaven part del conjunt.
També existeixen dos altars laterals d'estil barroc sevillà, que estan situats front per front, provinents també d'una capella, patronat de la família, de l'antic convent de Regina de Sevilla. Per la seva banda, en costat de l'Epístola existeix una talla del segle xvi de la Verge sedent amb el Nen Jesús en els seus braços, mentre que en el costat de l'Evangeli està la imatge de santa Anna amb la Verge nena ensenyant-li a llegir.
La sagristia, que es va afegir més tard i que es disposa en la capçalera de l'església, destaca per la presència d'una coberta amb una volta plana, obra de fra Manuel de la Penya. En la seva part superior es va construir una estança domèstica que, malgrat que perllonga la capçalera, presenta menor altura que ella. Presenta planta quadrangular de 7,40 metres de costat. La seva volta sembla dissenyada a partir de quatre voltes d'aresta, de manera que la part central (que és la que presenta coberta plana) pren un quart de cadascuna d'aquestes voltes d'aresta de base.
En convertir el monestir en residència particular, es duen a terme diverses reformes com la construcció del menjador, que es realitza on havien d'estar les cel·les dels monjos. Es cobreix amb un teginat de taulell sevillà, pintant les bigues amb motius heràldics propis de la família. El menjador es decora amb un parell de tapissos de Flandes, el més interessant (representa el carro de les Virtuts) se situa en el fons de l'estança, i dos rebosters (en els quals apareixen escuts que al llarg dels segles ha posseït la família propietària).